# Steve Cochran
Steve Cochran (eigentlich Robert Alexander Cochran, * 25. Mai 1917 in Eureka, Kalifornien; † 15. Juni 1965 vor der Küste von Guatemala) war ein US-amerikanischer Schauspieler.

## Leben und Laufbahn
Cochran wuchs in Wyoming auf, wohin sein Vater, ein Holzfäller, in den 1920er Jahren gezogen war. Nach Besuch der University of Wyoming spielte Cochran ab 1939  auf verschiedenen Theaterbühnen, später am Broadway. Sein Kinodebüt gab er im Jahr 1945, nachdem er von Samuel Goldwyn unter Vertrag genommen wurde. Überwiegend in Western und Kriminalfilmen eingesetzt, war Cochran häufig auf Schurkenrollen, gelegentlich auch kraftvoll zupackende Helden festgelegt. Er war unter anderem als bandeninterner Konkurrent von James Cagney im Gangsterklassiker Sprung in den Tod zu sehen. Die künstlerisch anspruchsvollste Aufgabe stellte sich Cochran wahrscheinlich in Der Schrei (1957) von Michelangelo Antonioni.
Als sein erster Vertrag 1953 ausgelaufen war, hatte Cochran zusammen mit Freunden die Robert Alexander Productions gegründet. Er spielte von da an als freier Schauspieler auch Fernsehrollen bis zu seinem Tod, unter anderem in Serien wie Bonanza, Twilight Zone, Die Leute von der Shiloh Ranch und Die Unbestechlichen.
Cochran war dreimal verheiratet: Von 1935 bis zur Scheidung 1946 mit Florence Lockwood (aus dieser Ehe kam ein Kind), von 1946 bis zur Scheidung 1948 mit der Schauspielerin Fay McKenzie und von 1961 bis zu seinem Tod mit Jonna Jensen.
Im Juni 1965 starb Cochran auf seiner Yacht vor der pazifischen Küste von Guatemala eines natürlichen Todes, wahrscheinlich durch eine Lungeninfektion. Drei auf dem Boot ebenfalls anwesende Frauen trieben zusammen mit der Leiche zehn Tage auf dem offenen Meer, da sie es nicht bedienen konnten. Das Boot trieb in Guatemala an Land. Diese Geschichte wird von Paul Auster in seinem Buch Sunset Park nacherzählt, in dem sich außerdem zwei Figuren mit dem Film Die besten Jahre unseres Lebens beschäftigen, in dem Cochran eine Nebenrolle spielte.

## Filmografie (Auswahl)
- 1945: Der Wundermann (Wonder Man)
- 1946: The Chase
- 1946: Der Held des Tages (The Kid from Brooklyn)
- 1946: Die besten Jahre unseres Lebens (The Best Years of Our Lives)
- 1948: Die tollkühne Rettung der Gangsterbraut Honey Swanson (A Song Is Born)
- 1949: Sprung in den Tod (White Heat)
- 1950: Im Solde des Satans (The Damned Don’t Cry)
- 1950: Todfeindschaft (Dallas)
- 1950: Der Panther (Highway 301)
- 1951: Die Gefangene des Ku-Klux-Klan (Storm Warning)
- 1951: Verfolgt (Tomorrow Is Another Day)
- 1951: Meuterei im Morgengrauen (Inside the Walls of Folsom Prison)
- 1951: Überfall am Raton-Paß (Raton Pass)
- 1952: Der König der Wildnis (The Lion and the Horse)
- 1952: Der tote Zeuge (Operation Secret)
- 1953: Allen Gefahren zum Trotz (Back to God’s Country)
- 1953: Zurück am Broadway (She’s Back on Broadway)
- 1953: El Khobar – Schrecken der Wüste (The Desert Song)
- 1954: Hölle 36 (Private Hell 36)
- 1956: Er kam als Fremder (Come Next Spring)
- 1956: Im Schatten der Angst (The Weapon)
- 1957: Der Schrei (Il grido)
- 1957: Tödlicher Skandal (Slander)
- 1958: Gangster Nr. 1 (I, Mobster)
- 1959: Der große Schwindler (The Big Operator)
- 1959: Die Haltlosen (The Beat Generation)
- 1961: Gefährten des Todes (The Deadly Companions)
- 1962: Ohne Moral (Of Love and Desire)
- 1965: Blonde Fracht für Sansibar (Mozambique)
- 1965: Tell me in the Sunlight